# Cagliari Calcio nelle competizioni internazionali

Robert Herbin e uno scudettato Pierluigi Cera prima della sfida tra Cagliari e (3-0) del 19 settembre 1970, storico esordio dei rossoblù in Coppa dei Campioni.

Il Cagliari Calcio nelle competizioni internazionali ha disputato in totale 10 campagne. L'esordio ebbe luogo con la partecipazione alla Coppa Mitropa 1966-1967. Il debutto in una competizione UEFA, invece, avvenne con la partecipazione alla Coppa dei Campioni 1970-1971 arrivando fino agli ottavi di finale.
Complessivamente, il Cagliari ha all'attivo 3 partecipazioni a competizioni europee UEFA, in cui ha disputato 16 partite (4 in Coppa dei Campioni, 12 in Coppa UEFA).

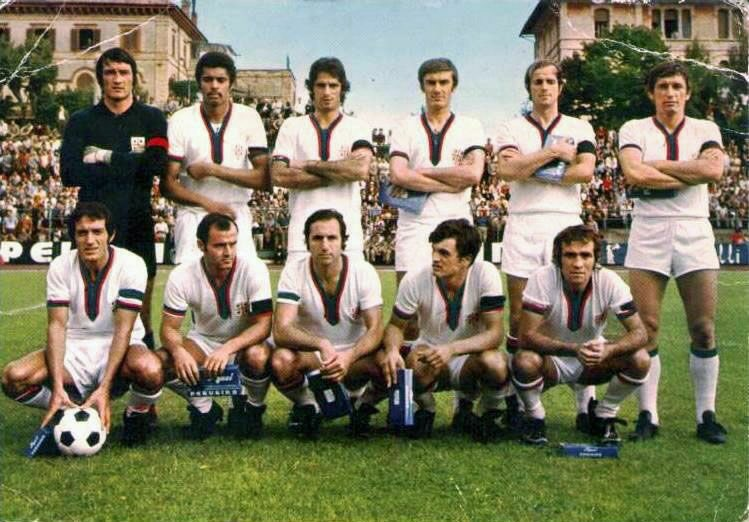
Il Cagliari della stagione 1972-73, alla prima partecipazione in Coppa UEFA.

Il punto più alto in campo europeo raggiunto dalla squadra rossoblu è stata la semifinale della Coppa UEFA 1993-1994 persa contro l'Inter.

La formazione del Cagliari scesa in campo a San Siro il 12 aprile 1994 per la semifinale di ritorno della Coppa UEFA 1993-94.

Il Cagliari ha inoltre partecipato 7 volte alle seguenti competizioni internazionali non riconosciute dalla UEFA: una in Coppa delle Fiere (considerata l'antesignana della Coppa UEFA), disputando 4 partite prima di essere eliminata ai sedicesimi di finale, tre in Mitropa Cup, con otto partite disputate, raggiungendo i quarti di finale nel torneo 1967-1968, una in Coppa delle Alpi, con 5 partite complessive, mancando la qualificazione alla finale per la peggiore differenza reti rispetto allo Schalke 04, squadra con cui condivideva il primo posto nel girone B e due partecipazioni alla Coppa Anglo-Italiana in cui entrambe le volte non riuscì a qualificarsi per la finalissima.

## Partecipazioni
| Competizione         | Partecipazioni | Debutto   | Ultima apparizione |
| Coppa dei Campioni   | 1              | 1970-1971 | 1970-1971          |
| Coppa UEFA           | 2              | 1972-1973 | 1993-1994          |
| Coppa delle Fiere    | 1              | 1969-1970 | 1969-1970          |
| Coppa Mitropa        | 3              | 1966-1967 | 1968-1969          |
| Coppa delle Alpi     | 1              | 1968      | 1968               |
| Coppa Anglo-Italiana | 2              | 1971      | 1972               |

## Competizioni UEFA

### Coppa dei Campioni

#### Coppa dei Campioni 1970-1971

##### Sedicesimi di finale
| Squadra 1 | Totale | Squadra 2     | Andata | Ritorno |
| --------- | ------ | ------------- | ------ | ------- |
| Cagliari  | 3 - 1  | Saint-Étienne | 3 - 0  | 0 - 1   |

| Arbitro: | Limona |

|                       |           |  |
| Riva 7’, 70’ Nené 19’ | Marcatori |  |

| Arbitro: | Schulenburg |

|            |           |  |
| Larqué 33’ | Marcatori |  |

##### Ottavi di finale
| Squadra 1 | Totale | Squadra 2       | Andata | Ritorno |
| --------- | ------ | --------------- | ------ | ------- |
| Cagliari  | 2 - 4  | Atletico Madrid | 2 - 1  | 0 - 3   |

| Arbitro: | Krnávek |

|                     |           |              |
| Riva 41’ Gori 45+4’ | Marcatori | 77’ Aragonés |

| Arbitro: | Jones |

|                        |           |  |
| Aragonés 33’, 72’, 89’ | Marcatori |  |

### Coppa UEFA

#### Coppa UEFA 1972-1973

##### Trentaduesimi di finale
| Squadra 1  | Totale | Squadra 2 | Andata | Ritorno |
| ---------- | ------ | --------- | ------ | ------- |
| Olympiacos | 3 - 1  | Cagliari  | 2 - 1  | 1 - 0   |

| Arbitro: | Marschall |

|                              |           |                |
| Youtsos 2’ Triantafyllos 51’ | Marcatori | 66’ Domenghini |

| Arbitro: | Glöckner |

|  |           |             |
|  | Marcatori | 10’ Youtsos |

#### Coppa UEFA 1993-1994

##### Trentaduesimi di finale
| Squadra 1       | Totale | Squadra 2       | Andata | Ritorno |
| --------------- | ------ | --------------- | ------ | ------- |
| Dinamo Bucarest | 3 - 4  | Cagliari Calcio | 3 - 2  | 0 - 2   |

| Arbitro: | Sundell |

|                                  |           |                              |
| Moldovan 5’, 30’ Pană 87’ (rig.) | Marcatori | 13’ Pusceddu 38’ Dely Valdés |

| Arbitro: | Harrel |

|                                 |           |  |
| Matteoli 6’ (rig.) Oliveira 64’ | Marcatori |  |

##### Sedicesimi di finale
| Squadra 1   | Totale | Squadra 2       | Andata | Ritorno |
| ----------- | ------ | --------------- | ------ | ------- |
| Trabzonspor | 1 - 1  | Cagliari Calcio | 1 - 1  | 0 - 0   |

| Arbitro: | Vágner |

|               |           |                 |
| Çıkırıkçı 26’ | Marcatori | 89’ Dely Valdés |

| Cagliari 3 novembre 1993, ore 20:30 Ritorno | Cagliari | 0 – 0 referto | Trabzonspor | Stadio Sant'Elia (25 742 spett.)\| Arbitro: \| Cooper \| |
| Arbitro:                                    | Cooper   |               |             |                                                          |

##### Ottavi di finale
| Squadra 1 | Totale | Squadra 2 | Andata | Ritorno |
| --------- | ------ | --------- | ------ | ------- |
| Mechelen  | 1 - 5  | Cagliari  | 1 - 3  | 0 - 2   |

| Arbitro: | García-Aranda |

|                   |           |                                        |
| Czerniatynski 38’ | Marcatori | 33’ Matteoli 80’ Oliveira 87’ Pusceddu |

| Arbitro: | Schmidhuber |

|                          |           |  |
| Firicano 14’ Allegri 80’ | Marcatori |  |

##### Quarti di finale
| Squadra 1 | Totale | Squadra 2 | Andata | Ritorno |
| --------- | ------ | --------- | ------ | ------- |
| Cagliari  | 3 - 1  | Juventus  | 1 - 0  | 2 - 1   |

| Arbitro: | Mikkelsen |

|                 |           |  |
| Dely Valdés 60’ | Marcatori |  |

| Arbitro: | Wójcik |

|               |           |                           |
| D. Baggio 23’ | Marcatori | 33’ Firicano 61’ Oliveira |

##### Semifinali
| Squadra 1 | Totale | Squadra 2 | Andata | Ritorno |
| --------- | ------ | --------- | ------ | ------- |
| Cagliari  | 3 - 5  | Inter     | 3 - 2  | 0 - 3   |

| Arbitro: | López Nieto |

|                                      |           |                      |
| Oliveira 11’ Criniti 82’ Pancaro 87’ | Marcatori | 7’ Fontolan 61’ Sosa |

| Arbitro: | Don |

|                                        |           |  |
| Bergkamp 38’ (rig.) Berti 54’ Jonk 63’ | Marcatori |  |

## Competizioni non riconosciute dall'UEFA

### Coppa Mitropa

#### Coppa Mitropa 1966-1967

##### Ottavi di finale
| Squadra 1       | Totale | Squadra 2   | Andata | Ritorno |
| --------------- | ------ | ----------- | ------ | ------- |
| Cagliari Calcio | 3 - 4  | FK Sarajevo | 2 - 1  | 1 - 3   |

| Arbitro: | Zsolt |

|                     |           |                  |
| Riva 9’ Greatti 18’ | Marcatori | 23’ (aut.) Longo |

| Arbitro: | Mayer |

|                                        |           |             |
| Musemić 24’ Prljača 70’ Prodanović 82’ | Marcatori | 69’ Greatti |

#### Coppa Mitropa 1967-1968

##### Ottavi di finale
| Squadra 1       | Totale | Squadra 2     | Andata | Ritorno |
| --------------- | ------ | ------------- | ------ | ------- |
| Cagliari Calcio | 8 - 3  | Baník Ostrava | 6 - 0  | 2 - 3   |

| Arbitro: | Schiller |

|                                   |           |  |
| Riva Nenè Boninsegna Martiradonna | Marcatori |  |

| Arbitro: | Zsolt |

|                 |           |            |
| Poštulka Haspra | Marcatori | Boninsegna |

##### Quarti di finale
| Squadra 1 | Totale | Squadra 2       | Andata | Ritorno |
| --------- | ------ | --------------- | ------ | ------- |
| Vardar    | 2 - 0  | Cagliari Calcio | 1 - 0  | 1 - 0   |

| Arbitro: | Otawa |

|           |           |  |
| Spasovski | Marcatori |  |

| Arbitro: | Babauczek |

|  |           |           |
|  | Marcatori | Velkovski |

#### Coppa Mitropa 1968-1969

##### Ottavi di finale
| Squadra 1         | Totale | Squadra 2       | Andata | Ritorno |
| ----------------- | ------ | --------------- | ------ | ------- |
| Wiener Sport-Club | 2 - 2  | Cagliari Calcio | 1 - 0  | 1 - 2   |

| Vienna 4 dicembre 1968 Andata                   | Wiener SC | 1 – 0 referto | Cagliari | Wiener Sport-Club Platz |
| \| \| \| \| \| Hof ?’ (rig.) \| Marcatori \| \| |           |               |          |                         |
|                                                 |           |               |          |                         |
| Hof ?’ (rig.)                                   | Marcatori |               |          |                         |

| Cagliari 18 dicembre 1968 Ritorno              | Cagliari  | 2 – 1 referto | Wiener SC | Stadio Amsicora |
| \| \| \| \| \| Boninsegna \| Marcatori \| ? \| |           |               |           |                 |
|                                                |           |               |           |                 |
| Boninsegna                                     | Marcatori | ?             |           |                 |

### Coppa delle Fiere

#### Coppa delle Fiere 1969-1970

##### Trentaduesimi di finale
| Squadra 1      | Totale | Squadra 2 | Andata | Ritorno |
| -------------- | ------ | --------- | ------ | ------- |
| Arīs Salonicco | 1 - 4  | Cagliari  | 1 - 1  | 0 - 3   |

| Arbitro: | Čanak |

|              |           |                  |
| Spyridon 12’ | Marcatori | 82’ Martiradonna |

| Arbitro: | Despland |

|                                         |           |  |
| Domenghini 10’ Riva 13’ Gori 76’ (rig.) | Marcatori |  |

##### Sedicesimi di finale
| Squadra 1       | Totale | Squadra 2 | Andata | Ritorno |
| --------------- | ------ | --------- | ------ | ------- |
| Carl Zeiss Jena | 3 - 0  | Cagliari  | 2 - 0  | 1 - 0   |

| Arbitro: | Schiller |

|                              |           |  |
| Rock 63’ Irmscher 73’ (rig.) | Marcatori |  |

| Arbitro: | Zariquiegui Izco |

|  |           |          |
|  | Marcatori | 9’ Stein |

### Coppa delle Alpi

#### Coppa delle Alpi 1968

##### Gruppo B
| Squadra 1             | Risultato | Squadra 2 |
| --------------------- | --------- | --------- |
| Cagliari              | 1-0       | Juventus  |
| Lucerna               | 1-4       | Cagliari  |
| Young Boys            | 2-3       | Cagliari  |
| Schalke 04            | 2-2       | Cagliari  |
| Eintracht Francoforte | 2-2       | Cagliari  |

| Squadra               | Pt | G | V | N | P | GF | GS | DG  |
| --------------------- | -- | - | - | - | - | -- | -- | --- |
| Schalke 04            | 8  | 5 | 3 | 2 | 0 | 13 | 4  | +9  |
| Cagliari              | 8  | 5 | 3 | 2 | 0 | 12 | 7  | +5  |
| Eintracht Francoforte | 7  | 5 | 2 | 3 | 0 | 16 | 10 | +6  |
| Young Boys            | 5  | 5 | 2 | 1 | 2 | 10 | 11 | -1  |
| Juventus              | 2  | 5 | 1 | 0 | 4 | 6  | 11 | -5  |
| Lucerna               | 0  | 5 | 0 | 0 | 5 | 9  | 23 | -14 |

| Arbitro: | Bucheli |

|          |           |  |
| Cera 44’ | Marcatori |  |

| Arbitro: | Kreitlein |

|                  |           |                                       |
| Longo 79’ (aut.) | Marcatori | 22’, 47’, 49’ Boninsegna 30’ Brugnera |

| Arbitro: | Mannheim |

|                         |           |                          |
| Allemann 13’ Müller 67’ | Marcatori | 10’, 34’, 70’ Boninsegna |

| Arbitro: | Boller |

|                           |           |                       |
| Neuser 2’ Pohlschmidt 21’ | Marcatori | 26’ Brugnera 80’ Cera |

| Arbitro: | Kamber |

|                           |           |                             |
| Grabowski 33’ Huberts 80’ | Marcatori | 22’ Brugnera 88’ Boninsegna |

### Coppa Anglo-Italiana

#### Coppa Anglo-Italiana 1971

##### Gruppo 2
| Squadra 1      | Risultato | Squadra 2      |
| -------------- | --------- | -------------- |
| Crystal Palace | 1-0       | Cagliari       |
| West Bromwich  | 1-2       | Cagliari       |
| Cagliari       | 2-0       | Crystal Palace |
| Cagliari       | 1-0       | West Bromwich  |

La formula prevedeva la partecipazione di 12 squadre, 6 italiane e 6 inglesi, divise in 3 gironi da 4 squadre (due per ogni Paese). Ogni squadra giocava dei match di andata e ritorno contro le squadre dell'altro Paese. Non era presente però una classifica di ogni girone ma vennero stilate due classifiche, una per ogni Paese. La miglior squadra italiana e la miglior squadra inglese si sarebbero sfidate poi nella finalissima. Il regolamento, in modo da favorire il gioco offensivo, prevedeva oltre ai 2 punti in caso di vittoria e 1 in caso di pareggio, un punto per ogni gol segnato.
| Squadra   | Pt | G | V | N | P | GF | GS | DG |
| --------- | -- | - | - | - | - | -- | -- | -- |
| Bologna   | 16 | 4 | 3 | 1 | 0 | 9  | 5  | +4 |
| Cagliari  | 11 | 4 | 3 | 0 | 1 | 5  | 2  | +3 |
| Roma      | 9  | 4 | 1 | 1 | 2 | 6  | 6  | +0 |
| Verona    | 9  | 4 | 1 | 1 | 2 | 6  | 10 | -4 |
| Inter     | 8  | 4 | 1 | 2 | 1 | 4  | 4  | +0 |
| Sampdoria | 4  | 4 | 0 | 0 | 4 | 4  | 11 | -7 |

| Arbitro: | Francescon |

|              |           |  |
| Tambling 27’ | Marcatori |  |

| Arbitro: | Carminati |

|           |           |                           |
| Astle 81’ | Marcatori | 32’ Mancin 87’ Domenghini |

| Arbitro: | Smith |

|              |           |  |
| Riva 6’, 70’ | Marcatori |  |

| Arbitro: | Homewood |

|                |           |  |
| Domenghini 75’ | Marcatori |  |

#### Coppa Anglo-Italiana 1972

##### Gruppo 2
| Squadra 1      | Risultato | Squadra 2      |
| -------------- | --------- | -------------- |
| Cagliari       | 1-0       | Leicester City |
| Cagliari       | 1-3       | Sunderland     |
| Leicester City | 2-1       | Cagliari       |
| Sunderland     | 3-3       | Cagliari       |

| Squadra           | Pt | G | V | N | P | GF | GS | DG  |
| ----------------- | -- | - | - | - | - | -- | -- | --- |
| Roma              | 14 | 4 | 2 | 1 | 1 | 9  | 7  | +2  |
| Atalanta          | 13 | 4 | 2 | 1 | 1 | 8  | 11 | -3  |
| Cagliari          | 9  | 4 | 1 | 1 | 2 | 6  | 8  | -2  |
| Sampdoria         | 5  | 4 | 1 | 0 | 3 | 3  | 9  | -6  |
| Lanerossi Vicenza | 4  | 4 | 0 | 1 | 3 | 3  | 17 | -14 |
| Catanzaro         | 1  | 4 | 0 | 0 | 4 | 1  | 10 | -9  |

| Arbitro: | Turner |

|                    |           |  |
| Sammels 22’ (aut.) | Marcatori |  |

| Arbitro: | Matthewson |

|            |           |                                |
| Vitali 75’ | Marcatori | 15’ Tueart 16’ Kerr 72’ Lathan |

| Arbitro: | Menegali |

|                    |           |            |
| Weller 3’ Nish 12’ | Marcatori | 59’ Vitali |

| Arbitro: | Pieroni |

|                                   |           |                            |
| Tueart 12’ McGiven 14’ Watson 67’ | Marcatori | 47’ Roffi 67’, 81’ Poletti |

## Statistiche e record

### Consuntivo delle gare disputate
Dati aggiornati al 14 dicembre 2019.
| Competizione                 | PAR | G  | V  | N | P  | GF | GS | Miglior risultato                |
| ---------------------------- | --- | -- | -- | - | -- | -- | -- | -------------------------------- |
| Coppa dei Campioni           | 1   | 4  | 2  | 0 | 2  | 5  | 5  | Ottavi di finale (1970-1971)     |
| Coppa UEFA                   | 2   | 12 | 6  | 2 | 4  | 17 | 14 | Semifinale (1993-1994)           |
| Totale competizioni UEFA     | 3   | 16 | 8  | 2 | 6  | 22 | 19 |                                  |
| Coppa delle Fiere            | 1   | 4  | 1  | 1 | 2  | 4  | 4  | Sedicesimi di finale (1969-1970) |
| Coppa Mitropa                | 3   | 8  | 3  | 0 | 5  | 13 | 11 | Quarti di finale (1967-1968)     |
| Coppa delle Alpi             | 1   | 5  | 3  | 2 | 0  | 12 | 7  | Fase a gironi (1968)             |
| Coppa Anglo-Italiana         | 2   | 8  | 4  | 1 | 3  | 11 | 10 | 2º girone eliminatorio (1971)    |
| Totale competizioni non UEFA | 7   | 25 | 11 | 4 | 10 | 40 | 32 |                                  |
| Totale                       | 10  | 41 | 19 | 6 | 16 | 62 | 51 |                                  |

Legenda:
- PAR = partecipazioni alla competizione
- G = partite giocate
- V = vittorie
- N = pareggi
- P = sconfitte
- F = Goal segnati
- S = Goal subiti

### Record di squadra
Dati aggiornati al 14 dicembre 2019.
- Vittoria più larga

Cagliari   3-0   Saint-Étienne (Coppa dei Campioni 1970-1971)
- Vittoria più larga in trasferta

Mechelen  1-3  Cagliari (Coppa UEFA 1993-1994)

- Sconfitta più larga

Atletico Madrid  3-0  Cagliari (Coppa dei Campioni 1970-1971)

Inter   3-0   Cagliari (Coppa UEFA 1993-1994)

- Sconfitta più larga in casa

- Vittoria più larga

Cagliari   6-0   Baník Ostrava (Coppa Mitropa 1967-1968)
- Vittoria più larga in trasferta

Mechelen  1-3  Cagliari (Coppa UEFA 1993-1994)

- Sconfitta più larga

Atletico Madrid  3-0  Cagliari (Coppa dei Campioni 1970-1971)

Inter   3-0   Cagliari (Coppa UEFA 1993-1994)

- Sconfitta più larga in casa

## Record di giocatori

### Record presenze
Dati aggiornati all'11 dicembre 2018.
- 10  Valerio Fiori (1993-1994)

10  Aldo Firicano (1993-1994)
10  Gianfranco Matteoli (1993-1994)
10  Luís Oliveira (1993-1994)
10  Vittorio Pusceddu (1993-1994)
- 9  Julio César Dely Valdés (1993-1994)

9  Matteo Villa (1993-1994)
- 8  Francesco Moriero (1993-1994)

8  Nicolò Napoli (1993-1994)
- 7  Marco Sanna (1993-1994)

### Record Reti
- 4  Luís Oliveira (1993-1994)
- 3  Julio César Dely Valdés (1993-1994)

3  Luigi Riva (1970-1971)
- 2  Aldo Firicano (1993-1994)

2  Gianfranco Matteoli (1993-1994)
2  Vittorio Pusceddu (1993-1994)
- 1  Massimiliano Allegri (1993-1994)

1  Antonio Criniti (1993-1994)
1  Sergio Gori (1970-1971)
1  Nené (1970-1971)
1  Giuseppe Pancaro (1993-1994)
1  Angelo Domenghini (1972-1973)
- 12  Roberto Boninsegna (1968-1969)
- 9  Luigi Riva (1966-1973)
- 4  Luís Oliveira (1993-1994)

4  Angelo Domenghini (1969-1973)
- 3  Julio César Dely Valdés (1993-1994)

3  Nené (1966-1973)
3  Mario Brugnera (1968-1973)
- 2  Aldo Firicano (1993-1994)

2  Gianfranco Matteoli (1993-1994)
2  Vittorio Pusceddu (1993-1994)
2  Sergio Gori (1969-1973)
2  Pierluigi Cera (1966-1973)
2  Mario Martiradonna (1966-1973)
2  Mario Martiradonna (1966-1973)
2  Alessandro Vitali (1971-1972)
2  Fabrizio Poletti (1971-1973)
- 1  Massimiliano Allegri (1993-1994)

1  Antonio Criniti (1993-1994)
1  Giuseppe Pancaro (1993-1994)
1  Eraldo Mancin (1971-1973)
1  Renato Roffi (1971-1973)